# Seleção Georgiana de Voleibol Masculino
A seleção georgiana de voleibol masculino é uma equipe europeia composta pelos melhores jogadores de voleibol da Geórgia. A equipe é mantida pela Federação Georgiana de Voleibol (Georgian Volleyball Federation). A seleção se encontra na 117ª posição no ranking mundial da FIVB segundo dados de 4 de janeiro de 2012.